# Ralph Carter
Ralph Carter (New York, 30 maggio 1961) è un attore e cantante statunitense, uno dei principali attori bambini afroamericani negli anni settanta.

## Biografia
Ralph Carter nasce a New York nel 1961. Con Marc Copage, George Spell, Kevin Hooks, Larry Fishburne e Erin Blunt, Carter fa parte di quella generazione di attori bambini afroamericani cui si affida la responsabilità di offrire per la prima volta al pubblico americano un'immagine meno stereotipata di se stessi, sulla spinta delle lotte per i diritti civili tra gli anni sessanta e settanta, in netta rottura con il passato.
Carter comincia la sua carriera nel 1971 nel teatro musicale a Broadway come sostituto di un altro attore bambino afroamericano, Douglas Grant, nel popolare spettacolo The Me Nobody Knows. Negli anni seguenti è nel cast degli interpreti principali in quattro altri spettacoli musicali, che hanno vita breve e scarso successo, ma gli offrono comunque il modo di confermare il suo talento e le sue potenzialità.
Vincitore del Drama Desk Award for Most Promising Performer per la sua interpretazione in Dude (1972), è scelto nel 1973 a ricoprire a Broadway il ruolo che lo consacra all'attenzione generale, quello di "Travis Young" in Raisin, versione musicale del dramma A Raisin in the Sun di Lorraine Hansberry. Prima di lui altri attori bambini afroamericani avevano portato al successo il personaggio di "Travis" nel 1959 in teatro (Glynn Turman) e quindi nel 1961 al cinema (Steven Perry). Carter dimostra di esserne il degno erede. Il musical debutta a Broadway al 46th Street Theatre il 18 ottobre 1973, e quindi al Lunt-Fontanne Theatre dal 13 gennaio 1975, chiudendo l'8 dicembre 1975 dopo ben 847 rappresentazioni ed aver vinto nel 1974 il Tony Award al miglior musical.
Con la sua interpretazione nel musical, Carter riscuote un grande successo personale come cantante e attore. È anch'egli nominato per il Tony Award al miglior attore non protagonista in un musical ed è invitato ad esibirsi nella cerimonia di premiazione tenutasi il 21 aprile 1974 allo Schubert Theatre di New York e teletrasmessa dalla ABC.

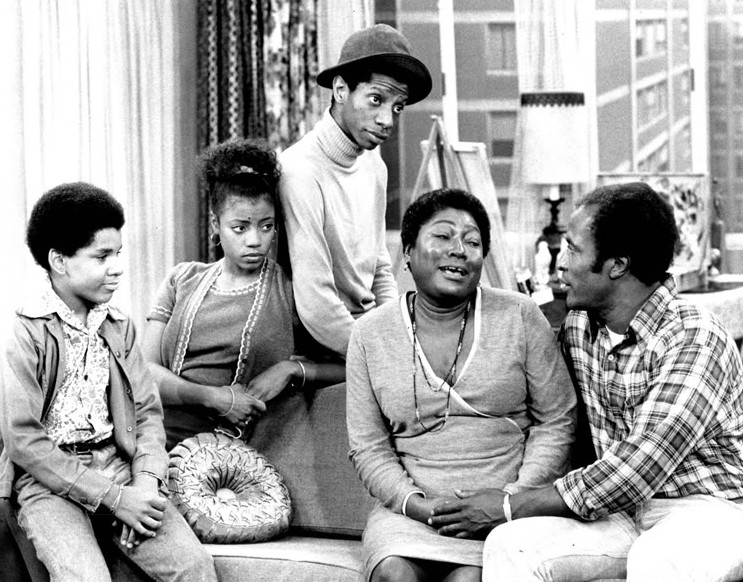
Il piccolo Ralph Carter (a sinistra) con gli altri attori della popolare serie televisiva Good Times (1974-79)

Il successo lo proietta nel cast principale di quella che sarebbe diventata una delle serie TV più popolari del tempo, Good Times (1974-79). È la prima volta che una famiglia ordinaria afroamericana (padre, madre e tre figli) è protagonista di una serie televisiva americana. Nella finzione televisiva Carter è "Michael Evans", il figlio minore di John Amos e Esther Rolle. Michael è un ottimo studente ed è il membro più "politicizzato" della famiglia e il più sensibile ai temi dei diritti civili. Per affermare le proprie idee non esita a mettersi in contrasto con le autorità scolastiche, come quando sostiene che George Washington era "razzista" per essere stato un possidente di schiavi, o sceglie la propria madre come soggetto della richiesta composizione riguardo all'uomo che egli più ammira, o non risponde alle domande di un test, ritenendo che esse siano discriminatorie nei confronti degli afroamericani.
Carter nel frattempo non trascura la sua carriera come cantante, pubblicando nel 1975 un album When You're Young and in Love che riscuote un ottimo successo di ascolti e di vendite.
Terminata però nel 1979 l'esperienza di Good Times, Carter non trova altre opportunità di emergere come giovane attore.
Non abbandona il mondo dello spettacolo. Negli anni ottanta si esibisce come cantante di night-club, pubblica un altro disco Get It Right (1985) e riappare alla televisione come protagonista di un film musicale Donny's House (1987).

## Riconoscimenti
- Tony Award al miglior attore non protagonista in un musical 1974 (nomination)
- Young Hollywood Hall of Fame (1970's)

## Teatro
- The Me Nobody Knows (Broadway; Longacre Theatre, 1971)
- Tough to Get Help (Broadway; Royale Theatre, 1972)
- Dude (Broadway; Broadway Theatre, 1972)
- Via Galactica (Broadway; Uris Theatre, 1972)
- The Karl Marx Play (Off-Broadway; American Place Theatre, 1973)
- Raisin (Broadway; 46th Street Theatre, Lunt-Fontanne Theatre, 1973-75)

## Televisione
- Good Times, serie TV (1974-79) - 133 episodi
- Donny's House, film TV, regia di Michael Albanese (1987)